# Lina-Marie (Schiff, 1901)

Lina-Marie um 1901

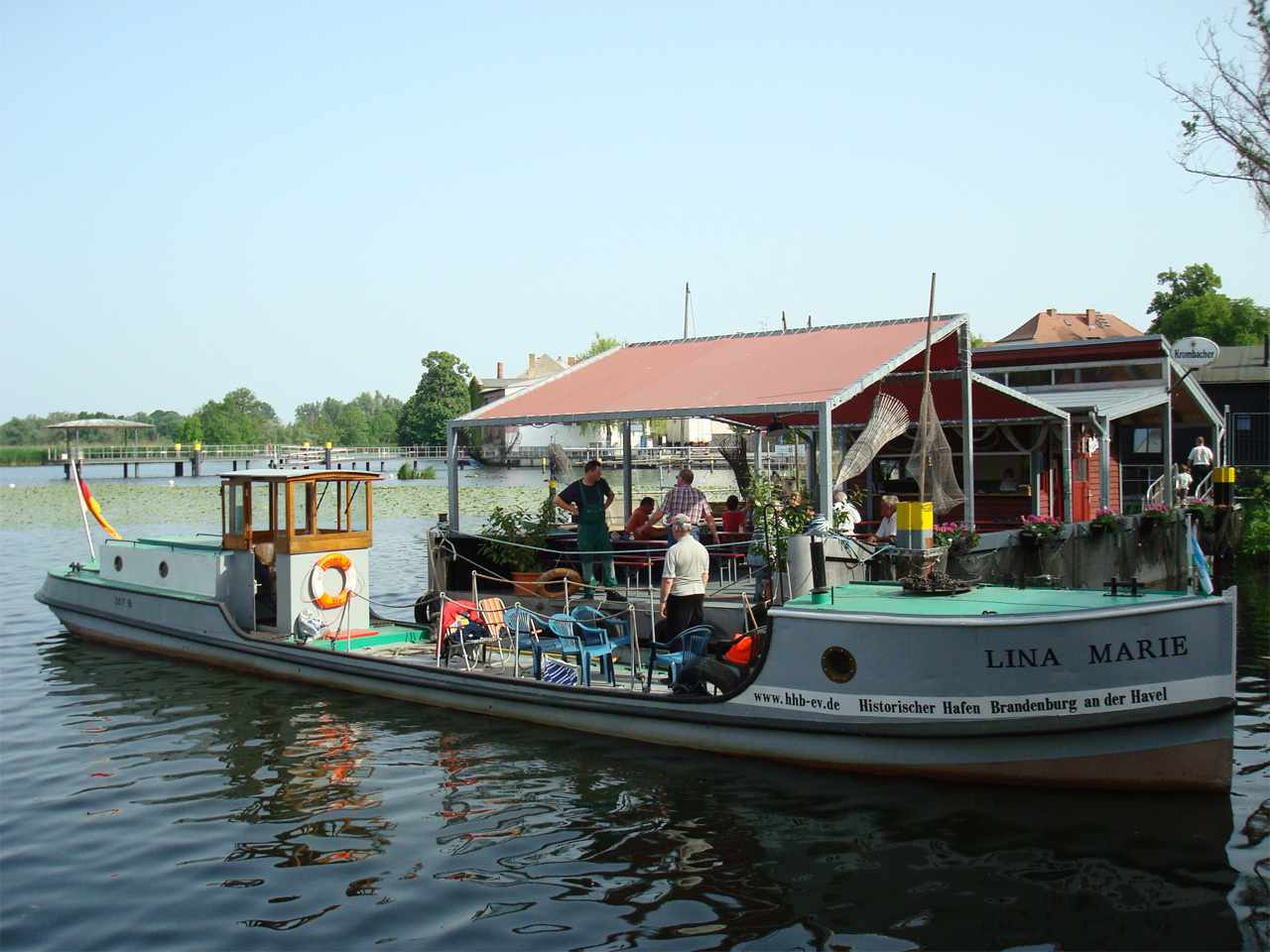
Lina-Marie 2016

Die Lina-Marie ist ein ehemaliges Fischtransportschiff, das 1901 in Brandenburg an der Havel von der Werft Gebr. Wiemann mit der Baunummer 20 gebaut wurde. Eigner war der Fischer Schröder aus Brandenburg.

## Daten
Die Lina-Marie ist 18,8 m lang, 2,0 m breit und hat einen Tiefgang von 1,35 m. Angetrieben wurde das Schiff in den ersten Jahren mit einer 40 PS starken Zweizylinder-Verbunddampfmaschine. Bis zu 70 Zentner lebende Fische konnten in Tanks transportiert werden. Während des Transports wurde das Wasser durch Einlässe unterhalb der Wasserlinie ständig erneuert. 1924 wurde ein Dieselmotor eingebaut. In den folgenden Jahren wurde der Bug zu einer Stehkajüte erhöht, danach der Heckbereich umgebaut und an Stelle des Schornsteins ein Steuerhaus errichtet. Ab 2008 erfolgte eine Grundüberholung mit Einbau eines 105 PS starken Dieselmotors.

Im Winter 2021–22 wurde eine Generalüberholung notwendig.

## Geschichte
Von 1901 bis 1957 fuhr das Schiff auf Elbe, Havel und Kanälen von Ketzin bis nach Hamburg. 1957 übernahm die PHG Fischereigenossenschaft Brandenburg die Lina-Marie und 1990 Paul Klußmann aus Hitzacker. Klußmann benutzte sie als Lebendfischbehälter. 2006 ging das Schiff an die HHB e. V. Brandenburg an der Havel und gelangte so wieder an seinen ehemaligen Heimathafen. Liegeplatz ist der Kilometer 57,5 am linken Ufer der Brandenburger Niederhavel.